# Гепинген
Гепинген (њем. Göppingen), назван и Гепинген-град Хоенштауфена (њем. Göppingen Hohenstaufenstadt, јер је био у саставу краљевске породице Хоенштауфен) град је у њемачкој савезној држави Баден-Виртемберг. Једно је од 38 општинских средишта округа Гепинген. Посједује регионалну шифру (AGS) 8117026. Име је добио по алеманском вођи из 3-4. вијека - Гепу.

## Географски и демографски подаци
Град се налази на надморској висини од 323 метра. Површина општине износи 59,2 km². У самом граду живи 57.336 становника, од чега је око 16% странаца. Просјечна густина становништва износи 968 становника/km².
Примјетан пораст становништва (за око 4.000 становника), се биљежи почетком 70-их година 20. вијека, доласком „гастарбајтера“ (између осталих и српске дијаспоре) и избјеглица почетком грађанског рата у СФРЈ. У центру града се налази и српска православна црква Св. Архангел Михаил.

## Историја
Шира локација града је била насељена за вријеме халштата, око 800-480. прије нове ере (бронзана ера). На локацији цркве Оберхофен пронађени су остаци римског насеља.
Град су основали Алемани кнеза Гепа (њем. Geppo) у 3. или 4. веку. Гепинген је био поприште битака у тридесетогодишњем рату, између католика и протестаната. Тада је прелазио из аустријских руку у шведске. Градом и данас доминира протестантска црква у ужем центру. Велики рат је завршен 1648. Од 1650. се крај рата обиљежава народним весељем и карневалом (нем. Marientag).
Град је скоро уништен великим пожарима 1425. и 25. августа 1782. Војвода Карло Ојген фон Виртемберг га је поново изградио.
За вријеме Другог свјетског рата у околини Гепингена се налазио војни аеродром. Након рата на истом мјесту ("Штауфер парк") је била стационирана америчка механизована дивизија (енгл. Cooks baracks). Ту је остала све до краја Хладног рата 1991, када је напустила град.

## Индустрија
Гепинген је сједиште познатог произвођача играчака Мерклин (њем. Märklin) и фабрике машина и алата за обрађивање метала Шулер (њем. Schuler).

## Спорт
Гепинген је у спорту познат по врло јакој рукометној екипи (Фриш Гепинген - тренутни тренер бањалучанин Велимир Петковић). Град има модерну спортску халу у северном делу града.
У Гепингену је рођен и бивши фудбалер и тренер немачке репрезентације Јирген Клинсман.

## Међународна сарадња
| Мјесто         | Држава    | Врста сарадње | Од    |
| -------------- | --------- | ------------- | ----- |
| Ел Маресме     | Шпанија   | контакт       | 1990. |
| Песак          | Француска | партнерство   | 2000. |
| Фођа           | Италија   | партнерство   | 1971. |
| Клостернојбург | Аустрија  | партнерство   | 1971. |
| Извор          |           |               |       |